# Echinogobius
Echinogobius is een monotypisch geslacht van straalvinnige vissen uit de familie van grondels (Gobiidae).

## Soort
- Echinogobius hayashii Iwata, Hosoya & Niimura, 1998